# Institución Educativa Emblemática Rosa de Santa María
El Colegio Nacional de Mujeres Rosa de Santa María fue fundado en la capital del Perú por resolución suprema 1291 del 7 de mayo de 1927, durante el Oncenio de Augusto B. Leguía, con la denominación de «Colegio Nacional de Mujeres de Lima» (todavía sin el apelativo de la santa limeña, que adoptó en 1941). Actualmente tiene la categoría de Institución Educativa Emblemática.

## Historia
Inició sus actividades en 1928 en la calle «La Amargura» (actual jirón Camaná, en el centro histórico de Lima). Tuvo como primera directora a la educadora belga Luisa D’Heure, quien había tenido antes a su cargo la Escuela Normal de Mujeres de Arequipa.  La primera promoción tuvo 18 alumnas. De 1931 a 1940 ejerció su dirección la notable educadora Elvira García y García, ya anciana, pero que aún mantenía una vitalidad asombrosa, jubilándose a poco de cumplir 80 años de edad. En 1940 el colegio se trasladó al distrito de Breña, en el local que todavía ocupa, y al año siguiente adoptó el nombre de Rosa de Santa María, en homenaje a Santa Rosa de Lima.

## Colegio Emblemático
Mediante el decreto de urgencia N.º 004‐2009 dado por el segundo gobierno del presidente Alan García el 9 de enero del 2009 se creó el Programa Nacional de Recuperación de las Instituciones Públicas Educativas Emblemáticas y Centenarias, con el fin de modernizar y reforzar la infraestructura de 20 colegios en Lima y Callao, y otros 21 en el resto del país. Su objetivo era alcanzar, en las escuelas y colegios estatales, una educación de excelencia con igualdad de  oportunidades para todos.
El colegio Rosa de Santa María fue incluido en dicho programa y se empezaron las obras, siendo el proyecto original reforzar las estructuras y remodelar los ambientes, estimándose que se culminarían en el plazo de un año. Sin embargo en el ínterin se descubrió que los cimientos del local eran débiles y que el material de las columnas era muy pobre, por lo que los expertos aconsejaron la demolición total del colegio. Se rehízo el proyecto, la partida presupuestal fue incrementada y las obras prosiguieron, mientras que las 3.000 alumnas de primaria y secundaria fueron repartidas en once locales de Breña a la espera de la entrega de su plantel.
Culminada las obras de remodelación, el día 24 de enero del 2011 se realizó  la ceremonia de inauguración que fue encabezada por el presidente Alan García junto con el premier y ministro de educación José Antonio Chang, así como las autoridades del centro educativo. El costo total de la remodelación sobrepasó los 14 millones de nuevos soles. Las nuevas instalaciones cuentan con dos centros de recursos tecnológicos, además de laboratorios de Biología, Química y Física, así como talleres de idiomas, informática, computación, industria alimentaria y estética personal, y un huerto hidropónico. Asimismo, un auditorio con capacidad para 350 personas, comedores, tres aulas de innovación pedagógica, una sala de uso múltiple, consultorios de psicología y un tópico, entre otros ambientes educativos. La nueva infraestructura beneficiará a 900 alumnas de primaria (turnos mañana y tarde); 2500 del nivel secundario (modalidad mujeres) y 500 del turno noche (modalidad mixta). Sin embargo, al igual que en el resto de los colegios emblemáticos reinaugurados por el presidente García, se ha cuestionado el hecho que muchas de las obras estén todavía inconclusas.

## Directores
Entre sus directores figuran:
- Luisa D’Heure (1927-1931)
- Elvira García y García (1931-1940)
- Rosario Araoz (1941)
- Beatriz Cisneros (1942-1961)
- María Gómez Calderón (1962-1969)
- Rosa Gamarra de Mazzotti (1974-1976)
- Elena Lumbreras de Morales (1982-1985)
- Corina Valdivia (1987-1991)
- Pedro Calderón Castillo (1995-2013).
- Víctor Huerta Camones  (2014 )
- Abel Roque Moreno Pérez (2015 - 2018)